# Niwelacja trygonometryczna

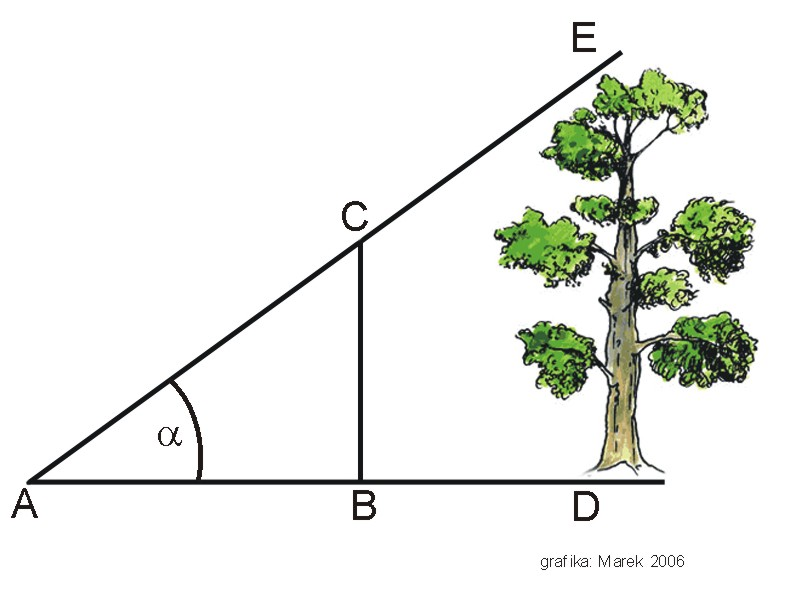
Zasada niwelacji trygonometrycznej

Niwelacja trygonometryczna – jeden z rodzajów niwelacji. Pomiar różnic wysokości punktów wykonywany na podstawie pomierzonych odległości poziomych oraz kątów pionowych.
Polega na wyznaczeniu różnicy wysokości między dwoma punktami terenowymi korzystając z zasad trygonometrii. Do wyznaczenia różnicy wysokości należy dokonać pomiaru długości poziomej między punktami terenowymi, kąta pochylenia odcinka zawartego między punktami terenowymi.
Dokładność wyznaczenia różnicy wysokości z użyciem niwelacji trygonometrycznej jest wyższa niż dokładność wyznaczenia z użyciem niwelacji barometrycznej, a przy wykorzystaniu współczesnych precyzyjnych instrumentów porównywalna z dokładnością wyznaczenia tej różnicy z użyciem niwelacji geometrycznej.
Zasadę obliczania wysokości przy użyciu niwelacji trygonometrycznej przedstawia rysunek.
- A – stanowisko obserwacyjne,
- BC – tyczka lub łata niwelacyjna o znanej długości,
- DE – mierzona wysokość obiektu,
- α – kąt pomiaru,
- AB i AD – odległości znane (pomierzone).

Wysokość DE obliczyć możemy na dwa sposoby: 
1. z pomiarem kąta α bez konieczności użycia tyczki: {\displaystyle DE=AD\cdot \operatorname {tg} {\alpha }}
2. z użyciem tyczki bez pomiaru kąta: {\displaystyle DE={\frac {AD\cdot BC}{AB}}}

Minimalne wymagania dokładnościowe wykonywania niwelacji trygonometrycznej:
- pomiar odległości z błędem średnim ≤ 0,01 m
- pomiar kąta pionowego z błędem średnim  ≤ 0,0030 g

Minimalne wymagania dokładnościowe wykonywania niwelacji trygonometrycznej przy zakładaniu osnowy pomiarowej:
- długość celowych ≤ 250 m
- błąd pomiaru wysokości instrumentu oraz lustra ≤ 0,002 m